# 波の塔
『波の塔』（なみのとう）は、松本清張の長編小説。『女性自身』に連載され（1959年5月29日号 - 1960年6月15日号、連載中の挿絵は森田元子）、1960年6月に光文社（カッパ・ノベルス）から刊行された。人妻と青年検事の恋愛とその行方を描く、著者の代表的長編恋愛ロマン。
1960年に松竹で映画化、また8度テレビドラマ化されている。

## あらすじ
司法修習生の小野木喬夫は、観劇中に隣席の女性が気分を悪くしているのに気づき、医務室へ連れて行く。周囲にその女性の同伴者と思われているうちに、小野木は彼女をタクシーで送ることになり、そのまま縁が切れるのを惜しむ気持ちになる。一週間ほど経ち、小野木のもとに、名刺を渡した彼女－結城頼子から電話が来て、夕食の誘いを受ける。検事になった小野木は、その後も自分を誘ってくれた結城頼子を愛するようになるが、彼女は自分の住所もはっきり答えず、秘密めいたところがあった。気持ちを確かめようとする二人の運命は…。

## 主な登場人物
原作における設定を記述。
結城頼子
夫と愛の感じられない関係になって久しい中、演舞場で気分の悪くなったところを小野木に助けられ、以後彼と会うようになる。しかし、自分のことも周りのことも、なかなか小野木に話さずにいる。
小野木喬夫
東京地方検察庁の新米検事。古代遺跡の探索が趣味。演舞場で芝居を観覧中に頼子と出会う。地検特捜部で重大事件の捜査に関わっていたが…。
結城庸雄
頼子の夫。あちこちに愛人を持ち外泊を重ねながら、平然とした態度を通している。その仕事の実態は…。
田沢輪香子
女子大を卒業し、一人旅の最中、諏訪湖近くの古代遺跡で小野木に会い、以後小野木のことが気になってゆく。
佐々木和子
輪香子の親友。京橋の呉服屋の娘。人見知りせず、思いつくとすぐに行動する。
田沢隆義
輪香子の父親。R省の局長で、次官になるとも噂されている。
辺見博
F新聞政治部の記者。R省詰めで、輪香子の父も高く評価する。

## エピソード

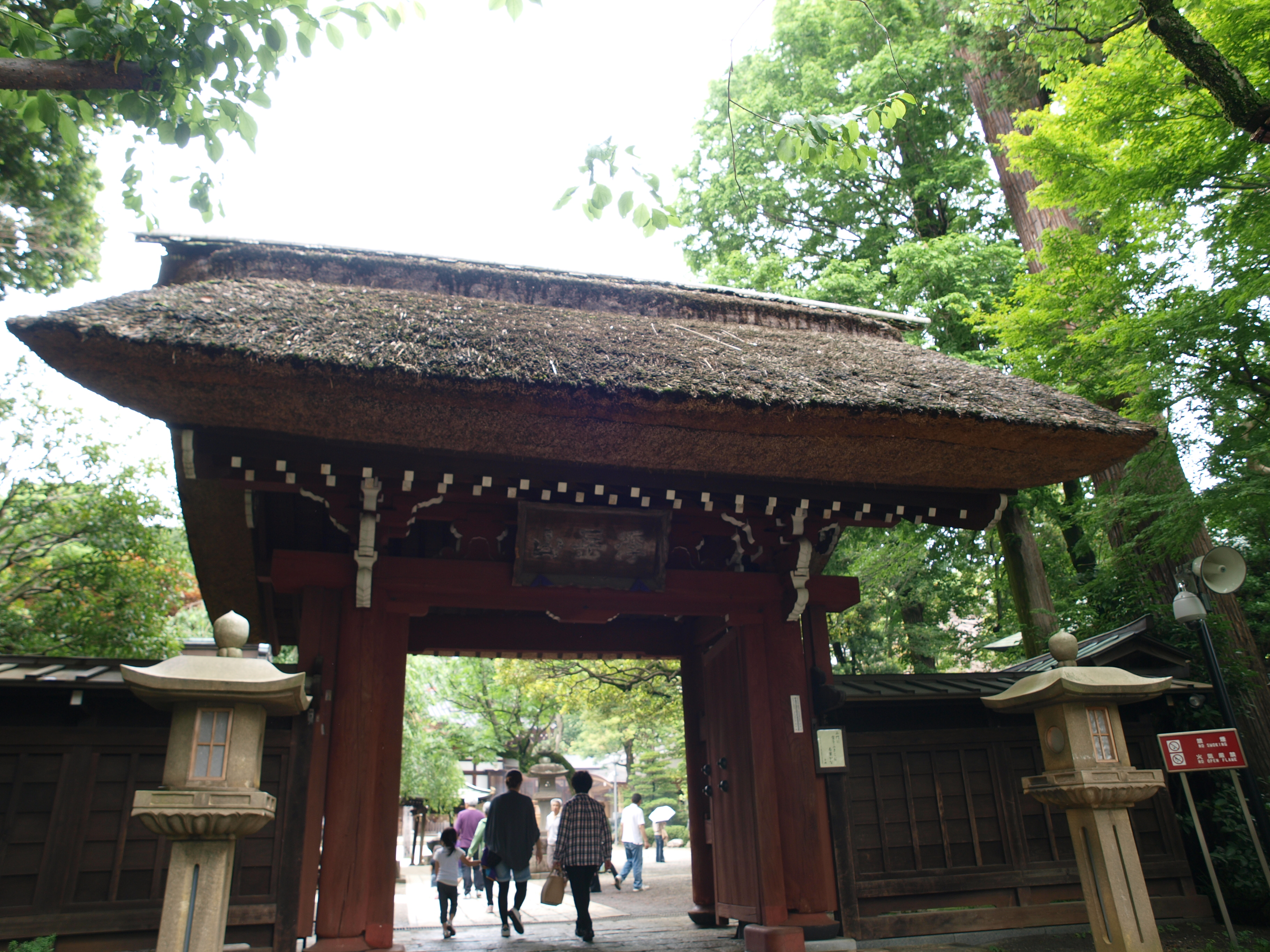
小説中に登場する調布市・深大寺の山門

- 小説中に東京都調布市の古刹・深大寺が舞台となるシーンがあり、「深大寺そば」も登場するが、本作の一部は実際に深大寺前のそば処で執筆され、2025年現在、清張ゆかりの品目を販売するそば処も存在している[1]。本作を担当した光文社の編集者（当時）・櫻井秀勲は、本作の取材のため、著者と櫻井と（挿絵の）森田の3人で、初夏に深大寺を訪れたが、ブヨの大群に見舞われ、刺された森田の両足が大根のように膨れたと回想している[2]。
- 本作の連載中、『女性自身』の部数は急上昇し[3][4]、深大寺は休日に加えて平日の行楽客、それも若いカップルが増加、門前のそば屋は「まるで小野木と頼子になった気分でデートしている」と苦笑していたという[5]。
- 本作の一部は山梨県の湯村温泉で執筆された。滞在ホテルは常磐ホテル[6]。宿泊した部屋が現存し、2025年現在も、同部屋に宿泊可能となっている。
- 本作の結末に関して、「頼子の自己満足ではないか」「小野木は社会的な指弾も受け職も投げうったのに、生きながらのムクロではないか」と問われた著者は、「非情に描かなければだめなんだ」と答え、連載は構想通りに終了されたとされている[7]。
- 担当編集者の櫻井によれば、カッパ・ノベルスとして刊行後、バッグに入れたまま山梨県の青木ヶ原樹海に入って自殺する女性が増加し、そのたびに編集部と清張宅に警察から連絡が入った[3]。1974年に樹海内にて、本作を枕にした女性の白骨死体が発見された[8]。同樹海内での自殺者はその後も相次いだが、1985年には再び本作と関連付けた報道がなされた[9]。

## 映画
1960年10月30日公開。製作は松竹大船、配給は松竹。現在はDVD化されている。
キャスト
- 結城頼子：有馬稲子
- 小野木喬夫：津川雅彦
- 結城庸雄：南原宏治
- 田沢輪香子：桑野みゆき
- 西岡秀子：岸田今日子
- 辺見博：石浜朗
- 佐々木和子：峯京子
- 田沢隆義：二本柳寛
- 田沢加奈子：沢村貞子
- 林弁護士：西村晃
- 柴木一郎：佐藤慶
- 吉岡五郎：佐野浅夫
- 石井検事：石黒達也
- 元検事正：佐々木孝丸
- 土井俊介：深見泰三
- クラブのマダム：幾野道子
- てる子：関千恵子
- 蝶丸：柴田葉子
- 結城家の女中：平松淑美
- 「津の川」のおかみ：高橋とよ
- 眼の鋭い男：田村保

スタッフ
- 原作：松本清張
- 監督：中村登
- 製作：小松秀雄
- 脚色：沢村勉
- 撮影：平瀬静雄
- 音楽：鏑木創
- 美術：芳野尹孝
- 編集：杉原よし
- 録音：吉田庄太郎
- 照明：津吹正

## テレビドラマ

### 1961年版
フジテレビ系列の「スリラー劇場」にて、1月9日から4月24日まで全16回の連続ドラマとして放送（月曜13:00-13:30）。
キャスト
- 結城頼子：池内淳子
- 小野木喬夫：井上孝雄
- 夏川大二郎
- 矢代京子

スタッフ
- 演出：岡田太郎
- 制作：フジテレビ

| フジテレビ 月曜13時台前半枠 | フジテレビ 月曜13時台前半枠 | フジテレビ 月曜13時台前半枠 |
| 前番組                      | 番組名                      | 次番組                      |
| --------------------------- | --------------------------- | --------------------------- |
| 飢える魂                    | 波の塔 （1961年版）         | 夜の見た炎                  |

### 1964年版
NETテレビ（後にテレビ朝日）系列の「ポーラ名作劇場」枠（22:00-23:00）にて、8月24日から11月2日まで全13回の連続ドラマとして放送。
キャスト
- 結城頼子：村松英子
- 小野木喬夫：早川保
- 夏川大二郎
- 大木実
- 入江若葉
- 高峰三枝子
- 和田孝
- 戸浦六宏
- 斎藤千弥子

スタッフ
- 脚本：植草圭之助
- 演出：北代博
- 制作：NETテレビ

| NET系列 ポーラ名作劇場                         | NET系列 ポーラ名作劇場    | NET系列 ポーラ名作劇場                          |
| 前番組                                         | 番組名                    | 次番組                                          |
| ---------------------------------------------- | ------------------------- | ----------------------------------------------- |
| 女のいくさ (原作：佐藤得二) (1964.5.11 - 8.17) | 波の塔 (1964.8.24 - 11.2) | 悪名高き女 (原作：大原富枝) (1964.11.9 - 12.28) |

### 1970年版
TBS系列の「花王 愛の劇場」枠（13:00-13:30）にて、8月31日から10月30日まで全45回の連続ドラマとして放送。
キャスト
- 結城頼子：桜町弘子
- 小野木喬夫：明石勤
- 早瀬久美
- 小野寺昭

スタッフ
- 脚本：長尾広生
- 演出：水川淳三、今井雄五郎
- 制作：TBS、松竹

| TBS系列 花王 愛の劇場       | TBS系列 花王 愛の劇場      | TBS系列 花王 愛の劇場        |
| 前番組                      | 番組名                     | 次番組                       |
| --------------------------- | -------------------------- | ---------------------------- |
| 愛と死と (1970.6.29 - 8.28) | 波の塔 (1970.8.31 - 10.30) | 智恵子抄 (1970.11.2 - 12.31) |

### 1973年版
NHK総合テレビの「銀河テレビ小説」（22:00-22:15）にて、4月2日から5月11日まで全30回の連続ドラマとして放送。劇中音楽にシンセサイザーが使用されている。
キャスト
- 結城頼子：加賀まりこ
- 小野木喬夫：浜畑賢吉
- 神山繁
- 堀雄二
- 山口いづみ
- 竹下景子
- 石田信之

スタッフ
- 脚本：砂田量爾
- 演出：岡崎栄、都成潔
- 音楽：冨田勲
- 制作：NHK

| NHK総合 銀河テレビ小説         | NHK総合 銀河テレビ小説     | NHK総合 銀河テレビ小説                                |
| 前番組                         | 番組名                     | 次番組                                                |
| ------------------------------ | -------------------------- | ----------------------------------------------------- |
| 芳兵衛物語 （1973.3.5 - 3.30） | 波の塔 （1973.4.2 - 5.11） | すべって転んで （原作：田辺聖子） （1973.5.14 - 6.6） |

### 1983年版
「松本清張シリーズ・波の塔」。NHK総合テレビの「土曜ドラマ」（20:00-21:14）にて、10月15日から10月29日まで全3話の連続ドラマ化。平均視聴率14.1％（ビデオリサーチ調べ、関東地区）。
キャスト
- 結城頼子：佐久間良子[10]
- 結城庸雄：山﨑努
- 小野木喬夫：鹿賀丈史
- 田沢輪香子：和由布子
- 加賀まりこ
- 佐藤慶
- 西村晃
- 津島恵子
- 菅井きん
- 加藤和夫
- 山内明
- 谷川みゆき
- 林ゆたか
- 浜田寅彦
- 頭師孝雄
- 長谷川弘
- 梅野泰靖
- 庄司永健
- 東郷晴子
- 八木光生
- 宮内順子

スタッフ
- 脚本：ジェームス三木
- 演出：和田勉
- 制作：NHK

| NHK総合 土曜ドラマ     | NHK総合 土曜ドラマ                          | NHK総合 土曜ドラマ                                |
| 前番組                 | 番組名                                      | 次番組                                            |
| ---------------------- | ------------------------------------------- | ------------------------------------------------- |
| 日だまり （1983.10.8） | 松本清張シリーズ 波の塔 （1983.10.15 - 29） | 話すことはない （原作：富岡多恵子） （1983.11.5） |

### 1991年版
「松本清張作家活動40年記念・波の塔」。1991年5月24日、フジテレビ系列の「金曜ドラマシアター」枠（21:03-23:07）にて放映。視聴率16.7％（ビデオリサーチ調べ、関東地区）。
キャスト
- 結城頼子：池上季実子
- 小野木喬夫：神田正輝
- 結城庸雄：西岡徳馬
- 田沢輪香子：松本友里
- 田沢隆義：内藤武敏
- 田沢の妻：加茂さくら
- 佐々木和子：水沢螢
- 吉岡：森本レオ
- 石井検事：福田豊土
- 木本事務官：うえだ峻
- 土井：有川博
- 林弁護士：勝部演之
- 木下ほうか
- 河原さぶ
- 黒田隆哉
- 市川勇
- 佐々木敏
- 宗近晴見
- 高杉哲平
- 久我美智子
- 青木和代

スタッフ
- 脚本：大野靖子
- プロデューサー：中山和記、 坂梨港（電通）
- 演出：藤田明二
- 音楽：岩間南平
- 撮影：川田正幸
- 制作：共同テレビ

| フジテレビ系列 金曜ドラマシアター | フジテレビ系列 金曜ドラマシアター             | フジテレビ系列 金曜ドラマシアター                     |
| 前番組                            | 番組名                                        | 次番組                                                |
| --------------------------------- | --------------------------------------------- | ----------------------------------------------------- |
| 海流II （1991.5.17）              | 松本清張作家活動40年記念 波の塔 （1991.5.24） | エステに通う女たち （原作：和田はつ子） （1991.5.31） |

### 2006年版
「松本清張ドラマスペシャル 波の塔」。TBS系列で2006年12月27日21:00～22:54（JST）に放送されたスペシャルドラマ。
清張ドラマには定評のある市川哲夫プロデューサー作品。若手検事役に小泉孝太郎を抜擢、ヒロインの人妻役を麻生祐未が演じた。市川は、麻生の夫役には松竹映画で若手検事を演じていた津川雅彦を起用して大きな話題を呼んだ。
キャスト
- 結城頼子：麻生祐未
- 小野木喬夫：小泉孝太郎
- 田沢局長：風間杜夫
- 田沢美子：中田喜子
- 田沢輪香子：高橋かおり
- 辺見博：田口浩正
- 西岡てる子：小松千春
- 村井佳子：江波杏子
- 木本事務官：温水洋一
- 土井弁護士：浅沼晋平
- 山本芳雄：木村靖司
- 女将・千枝子：大島蓉子
- 吉岡：笹野高史
- 杉浦係長：小倉一郎
- 芝木一郎：伊崎充則
- 林弁護士：加藤武
- 石井検事：柳葉敏郎（特別出演）
- 朝倉庸夫：津川雅彦
- 渡辺寛二、水野純一、俵木藤汰、本田清澄、山口河童、森山米次、辻義人、豊永伸一郎、雨音めぐみ、鈴木舞花、花原照子、名川保男
- ナレーション：蟹江敬三

スタッフ
- 脚本：竹山洋
- 音楽：奥慶一
- 演出：大岡進
- プロデューサー：市川哲夫/中川善晴
- ロケ協力：泉湧寺、深大寺、富士河口湖町、小湊鉄道、身延町ほか
- 制作：TBSテレビ
- 製作著作：TBS

### 2012年版
「松本清張没後20年特別企画 ドラマスペシャル 波の塔」。2012年6月23日（21:00 - 23:06）、テレビ朝日系列にて放映。踊り子の殺人事件を発端に設定している。視聴率12.2%（ビデオリサーチ調べ、関東地区）。
キャスト
- 小野木 喬夫 (42) - 沢村一樹

独身。東京地方検察庁刑事部検事。
- 黒田 頼子 / 結城 頼子 (30) - 羽田美智子

結城庸夫の妻。
- 石井 哲夫 - 佐野史郎

東京地方検察庁刑事部副部長。
- 田沢 輪香子 - 市川由衣

田沢隆義の娘。
- 田沢 美子 - 山下容莉枝

田沢隆義の妻。
- 蝶丸 / 西岡 蝶子 - 遊井亮子

芸者。結城庸夫の愛人。
- 常子 - 高橋かおり

蝶丸の芸者仲間。
- 土肥 正治 - 隆大介

元代議士秘書。公共事業ブローカー。
- 田中 正春 - 中村育二

東京地方検察庁刑事部部長。
- 佐藤　‐　柏原収史

東京地方検察庁刑事部検事。
- 辺見 博 - モロ師岡

新聞社政治部記者。
- 柴原 五郎 - 正名僕蔵

小野木の大学同窓生。建設省官僚。
- 梨本 秀雄 - 小松和重

田沢隆義の部下。建設省外渉部主任。
- 山本 芝夫 - 吉満涼太

小野木喬夫の同僚。東京地方検察庁刑事部検事。
- 本木 正男 - 田村三郎

東京地方検察庁・小野木付き検察事務官。
- 笹尾 毅 - 平泉成

建設大臣。
- アケミ - 吉田羊

シゲ子の仕事仲間。赤坂のダンスホールの踊り子。
- 佐々木 和子 - 広山詞葉

田沢輪香子の友人。
- 杉浦 靖文 - 川鶴晃裕

建設省外渉部係長。
- 寺島 シゲ子 - 松島柴代

赤坂のダンスホールの踊り子。
- 西村　‐　峰蘭太郎

沢地建設専務。
- 妙子　‐　宍戸美和公

家政婦。
- たつえ　‐　鷲尾真知子

下部温泉の仲居。
- 小山　‐　山根誠示

運転手。
- 立花　‐　崔哲浩

調査会社社員。
- 源田 清三 - 山本學

元検事正。弁護士。
- 林 高文 - 田山涼成

元高等検察庁検事。弁護士。
- 吉岡 進 - 杉本哲太

元総理大臣の愛人の子供。公共事業ブローカー。
- 田沢 隆義 - 西岡徳馬

建設省外渉局長。
- 結城 庸夫 - 鹿賀丈史

権力者・結城鉄之介の息子。公共事業ブローカーリーダー。
- ナレーション - 蟹江敬三
- その他：小松みゆき、福本清三、高橋知代、宇谷玲、芹沢礼多、大沼百合子、三浦憲世、渋谷めぐみ、幸世 ほか

スタッフ
- 原作 - 松本清張 「波の塔」（文春文庫刊）
- 脚本：竹山洋
- 監督：佐々部清
- 助監督：山本亮
- 音楽：加羽沢美濃
- 録音：松陰信彦
- CG：キルアフィルム
- チーフプロデューサー：五十嵐文郎（テレビ朝日）
- プロデューサー：藤本一彦（テレビ朝日）、三輪祐見子（テレビ朝日）、河瀬光（東映）、小野川隆（東映）
- ラインプロデューサー：廣田成人
- プロデューサー補：新井富美子
- 音楽協力：テレビ朝日ミュージック
- 撮影協力：ウェスティン都ホテル京都、二尊院、京都府立植物園、京都文化博物館、国立京都国際会館、滋賀県、大津市、びわ湖大津館、琵琶湖汽船、龍谷大学、交通科学博物館、嵐山-高雄パークウエイ、京福電気鉄道 ほか
- 協力：東映俳優養成所、東映太秦映画村
- 協力：ナック、菊地実
- 制作：テレビ朝日、東映